# Nikolaus Harnoncourt
Johann Nikolaus Harnoncourt tên đầy đủ là Johann Nicolaus Graf de la Fontaine und d'Harnoncourt-Unverzagt (6 tháng 12 năm 1929 - 5 tháng 3 năm 2016) là một nhạc trưởng người Áo, được biết đến với những chương trình biểu diễn nhạc cổ điển mang tính lịch sử. Ông sinh năm 1929 tại Berlin, Đức, mang quốc tịch Áo.
Ông bắt đầu sự nghiệp âm nhạc với tu cahcs là là một nghệ sĩ cello cổ điển. Sau đó, vào những năm 1950, ông đã thành lập nhóm nhạc hoà tấu của riêng mình với tên gọi Concentus Musicus Wien. Harnoncourt trở thành người tiên phong trong phong trào Phục dựng âm nhạc của các thời kỳ .
Vào những năm 1970, Harnoncourt bắt đầu chỉ huy các dàn nhạc tại các buổi biểu diễn opera và hòa nhạc. Rất nhanh sau đó, ông đã tham gia dẫn dắt các dàn nhạc giao hưởng quốc tế nổi tiếng và xuất hiện tại các phòng hòa nhạc, địa điểm biểu diễn và lễ hội hàng đầu. Năm 2001 và 2003, ông đã chỉ huy buổi hòa nhạc mừng năm mới ở Viên. Harnoncourt cũng là tác giả của một số cuốn sách, chủ yếu nói về các chủ đề lịch sử biểu diễn và thẩm mỹ âm nhạc.
Ông mất năm 2016 tại Áo.

## Danh sách đĩa nhạc
- Nikolaus Harnoncourt, Frans Brüggen, Leopold Stastny, Herbert Tachezi. Johann Sebastian Bach: Gamba Sonatas — Trio Sonata in G major. Viola da gamba: Jacobus Stainer; Cello: Andrea Castagneri; Flute: A.Grenser; Harpsichord: a copy after Italian builders by Martin Skowroneck. Label: Telefunken.
- Nikolaus Harnoncourt, Gustav Leonhardt, Leonhardt-Consort (Orchestra), Concentus musicus Wien (Orchestra), Alan Curtis, Anneke Ulttenbosch, Herbert Tachezi. Johann Sebastian Bach: Harpsichord Concertos BWV 1052, 1057, 1064. Violin, continuo, harpsichord. Label: Teldec
- Nikolaus Harnoncourt, Chamber Orchestra of Europe. Franz Schubert. Symphonies. Label: Ica Classics.
- Nikolaus Harnoncourt, Rudolf Buchbinder (fortepiano). Wolfgang Amadeus Mozart. Piano concertos No. 23&25  Played on a Walter fortepiano replica by Paul McNulty. Label: Sony.
- Nikolaus Harnoncourt, Chamber Orchestra of Europe, Pierre-Laurent Aimard (piano). Ludwig van Beethoven. Piano Concertos Nos. 1–5. Label: Teldec Classics.
- Nikolaus Harnoncourt, Chamber Orchestra of Europe, Gidon Kremer (violin), Martha Argerich (piano). Schumann: Piano Concerto and Violin Concerto. Label: Teldec Classics